# RTAS
RTAS (oftewel Real Time Audio Suite) is een audio plug-in ontwikkeld door Digidesign, dat intussen is overgenomen door Avid Technology.
Deze plug-in is vergelijkbaar met VST van Steinberg en wordt gebruikt met de sequencer- en opnamesoftware Digidesign Protools. Ze voegen extra functies toe aan Protools, zoals geluidseffecten.
Protools kent twee verschillende formaten plug-in:
- RTAS, waarbij de rekenkracht van de processor waarop de software draait gebruikt wordt om het effect van de plug-ins realtime uit te rekenen. Dit is vergelijkbaar met VST van Steinberg.
- TDM, waarbij een externe rekeneenheid TDM-kaart het rekenwerk verricht, hierdoor wordt de computer waarop de software draait niet belast.

Het aantal plug-ins dat gelijktijdig gebruikt kan worden, wordt bij TDM plugins beperkt door de rekenkracht van het gebruikte TDM systeem (de meest recente systemen zijn HD | Accel, HD2 | Accel en HD3 | Accel). Bij RTAS plugins is dit afhankelijk van de rekenkracht van de computer waarop Protools draait.
Van Protools bestaan drie versies: Protools TDM (de meest krachtige versie die TDM en RTAS ondersteunt), Protools LE (geen TDM ondersteuning; alleen RTAS plugins), en ProTools M-Powered (wordt geleverd met M-Audio hardware en is vergelijkbaar met LE).
Een van de bekendste plug-ins die voor dit systeem gemaakt zijn is o.a. de Access Virus Indigoplug-in, die geheel identiek is aan de hardwareversie.